# محمد عوفي
محمد عوفي (القرن السابع هجري / الثالث عشر ميلادي) هو أديب فارسي.
عاش في خراسان، ثم هاجر إلى الهند بعد اجتياح المغول. من آثاره: «جوامع الحكايات ولوامع الروايات» و «لباب الألباب» ، ألفه نحو سنة 625 هـ / 1228 م.